# Drakata
Drakata (în bulgară Драката) este un sat în Obștina Strumeani, Regiunea Blagoevgrad, Bulgaria.

## Demografie
Componența etnică a satului Drakata
     Bulgari (98,78%)
     Nicio identificare (1,21%)
     Altele (0%)
La recensământul din 2011, populația satului Drakata era de 165 locuitori. Din punct de vedere etnic, majoritatea locuitorilor (98,78%) erau bulgari. Pentru 1,21% din locuitori nu este cunoscută apartenența etnică.